# Sarasău
Sarasău là một xã thuộc hạt Maramureș, România. Dân số thời điểm năm 2002 là 2420 người.